# Carangas (Oruro)
Carangas es una localidad y municipio de Bolivia, ubicado en la provincia de Mejillones del departamento de Oruro.
Fue designada como tercera sección de provincia por Ley 18 de febrero de 1993 durante el gobierno de Jaime Paz Zamora.
La economía del municipio se basa en la producción agropecuaria destinada al autoconsumo, con excedentes que los pobladores comercializan en mercados cercanos. Se desarrolla la crianza de camélidos como llamas y alpacas, y ovinos. Los cultivos principales son la quinua y en menor medida el ajo, la papa y la cebada.

## Demografía
De acuerdo con el censo boliviano de 2024, la población del municipio de Carangas es de 1 130 habitantes.
La población del municipio se multiplicó por siete entre 1992 y 2024:
| Año  | Habitantes (municipio) | Fuente |
| ---- | ---------------------- | ------ |
| 1992 | 164                    | Censo  |
| 2001 | 353                    | Censo  |
| 2012 | 840                    | Censo  |
| 2024 | 1 130                  | Censo  |